# Хрущак Володимир Богданович
Володи́мир Богда́нович Хруща́к (* 22 вересня 1964, Яворів) — український прозаїк і журналіст.

## Життєпис
Народився в сім'ї інженера Богдана (* 1941–1993) і вчительки української мови та літератури Іванни (* 1938) Хрущаків. У 1971–1981 Володимир навчався в Яворівській середній школі № 1. З 1981-го по 1983-й він був учитель співів у Новояворівській восьмирічній школі. Служив в армії з 1983 по 1985 рік. З 1985 року живе у Львові. 1986 року Володимир Хрущак вступив на факультет журналістики Львівського університету, випускником якого став у 1991-му. Того ж року почав працювати журналістом у газеті «Віче». З 1995 по 1997 був на посаді редактора в рекламній фірмі «Мерк'юрі Глоб Україна».
У 1997 — 1999 роках Володимир Хрущак працював політичним оглядачем у щоденній львівській газеті «Поступ». З 1999 по 2002 обіймав таку ж посаду в газеті «Експрес». У 2002 — 2003 він головний редактор газети «Україна і час». З 2003 по 2006 Володимир Хрущак на роботі в «Поступі» — редактором відділу «Українські новини», тоді заступником головного редактора і, нарешті, головним редактором.
З 2006 по 2007 Володимир Хрущак — головний редактор інформаційної агенції «Галінфо». У 2008–2012 роках він працює у «Львівській газеті» на різних посадах: заступником головного редактора, головним редактором і випусковим редактором. З 2013 року Володимир Хрущак — головний редактор інформаційного агентства «Галнет».
з 2015 року працює регіональним консультантом в Асоціації міст України.
Одружений. Дружина Галина (* 1980), донька Марія (* 1989).

## Творчість
Як літератор, Володимир Хрущак дебютував у 2003-му романом «Зовнішня приємність страждання». Головний герой твору — Олекса Довбуш. 2007 року вийшов його другий роман «Феміда на ланч», характерний сатиричністю. Головні герої його психологічних романів — нонконформісти, люди, які ні при яких обставинах не пристосовуються до дійсності. У 2012 році опубліковано збірку «Книга життя». Крім оповідань, вона містить однойменну повість, що відзначається вдумливістю й філософічністю. У ній ідеться про твір Юрія Дрогобича, який прочитали, зокрема, Іван Вишенський, Самійло Величко, Григорій Сковорода, Іван Котляревський та інші. За легендою, твір впливав на долю людей і на всю історію. Хто його мав, той міг дізнатися про свою прийдешність. Отож багато хто хотів заволодіти цим рукописом, серед інших і знаний авантюрист — граф Каліостро.
У статті «Коротко про книги і життя» Олена Концевич дала характеристику «Книзі життя», яку можна достосувати до всієї творчості письменника: «Тоді як чимало сучасних творів написано за принципом „що бачу — про те й пишу“, Володимир Хрущак пропонує нам текст із чітко окресленими подіями — тут є й зав'язка, і розвиток (дарма що часом надто стрімкий), і розв'язка або принаймні натяк на неї. Текст не обтяжено суржиком, сленговими словечками та регіоналізмами, він читається легко. Автор не дотримується формули „текст заради тексту“, не бавиться у слова — текст тут є засобом, а не кінцевим результатом…»
Володимир Хрущак є членом Асоціації українських письменників.

## Твори
- «Зовнішня приємність страждання», Львів, «Панорама», 2003 — роман
- «Феміда на ланч», Львів, «Піраміда», 2007 — роман
- Електронна версія роману «Феміда на ланч» [Архівовано 5 березня 2016 у Wayback Machine.]
- «Книга життя», Львів: ЗУКЦ, 2012 — повість, збірка оповідань
- "Доля в кредит", "Букнет", 2020 - роман